# ザ・クルックス
ザ・クルックス（The Crookes）は、イギリスのシェフィールドで2007年に結成されたインディー・ポップ・バンド。

## 概要
2007年に大学の同級生だった、アレックス・サンダースとダニエル・ホープウェルがバンドをやって女の子にもてようという理由で結成し、バンドのボーカリストに同級生だったジョージ・ウェイトを誘うと、ジョージは音も聴かずにOKして加入。最後にラッセル・ベイツが加入し、バンド名をシェフィールド郊外の同名の町から取って活動を始める。2009年3月にストック・ルームでライブを行うと、ライブを見ていたBBCの名物DJのスティーヴ・ラマクが惚れ込み、BBC Radio 1のセッションに招かれる。ラマクから「野心と輝きがあり、シンガーの声も美しい。シャングリー・ギターに浮かんだり沈んだりするポエティックな声」と絶賛される。ラマクはBBC Radio 2で、ザ・クルックスをこの年のフェイバリット・バンドのひとつにも挙げている。
バンドはステレオラブらを輩出したToo Pureより「A Collier's Wife」でデビュー、このシングルは瞬く間にソールドアウトし『NME』や「ガーディアン」等から高く評価された。2010年までにシングルを2枚（先述の「A Collier's Wife」と「It's Just Not Christmas Without You」）とEP『Dreams Of Another Day』を発表し、彼らはデビュー・アルバムの制作に取り掛かる。
2010年5月にフィアース・パンダ・レコードから先行シングル「Bloodshot Days」をリリース、2011年3月に「Godless Girl」を先行シングル第2弾としてリリースし、その直後の3月28日にデビュー・アルバム『チェイシング・アフター・ゴースツ』をリリース。ハウスマーティンズやザ・スミスといったバンドの系譜に属したサウンドは、この時点でひとつの完成形を見せている。アルバム・リリース後、フェスティバル等を中心としたワールド・ツアーを開始。7月にアルバムからのシングル「Chorus Of Fools」をリリースするも、9月にアレックスが経済的に成功していないバンド活動よりも安定した職に就くことを選び、脱退。その後任にはトム・デーキンが参加し、後に正式メンバーとして加入する。9月にセカンド・アルバムの制作にかかり、10月に『チェイシング・アフター・ゴースツ』から「I Remember Moonlight」をシングルカットする。11月にはバーバリーによる招聘で、表参道を会場に行われたイベント「Fashion's Night Out」に出演し、念願の初来日を果たす。あまりの集客に、急遽公演回数を増やすなど熱烈な歓迎を受けた。
2012年4月9日にはセカンド・アルバムからの先行シングル「Afterglow」をリリース、6月27日に（本国イギリスでは7月）セカンド・アルバム『ホールド・ファスト』をリリースし、その直後の7月23日にアルバムから「Maybe In The Dark」をリリース。11月には「American Girls」をリリースした。
2013年5月27日には新曲の「Bear's Blood」と「Dance in Colour」を両A面シングルとしてリリースし、イタリアの山奥にある教会をスタジオにしサード・アルバムの制作を開始。2014年1月14日サードアルバムからの先行シングル「Play Dumb」を発表。2月14日には先行第2弾として「Holy Innocents」を発表。2014年4月14日にサード・アルバム『ソープボックス』を発表（日本ではビクターエンタテイメントから2014年4月23日に発売）。4月18日、アルバムから「Don't Put Your Faith In Me」のミュージックビデオを公開。11月29日、「Howl」のミュージックビデオを公開。
2015年2月1日にドラムのラッセル・ベイツの脱退がバンドのFacebookで発表される、同時にバンドは活動継続と4枚目のアルバムの制作に取り掛かっていることを発表した。
2015年8月12日、後任のドラマーとしてアダム・クロフツの加入を発表、8月14日には自主レーベル「Anywhere Records」を立ち上げたことを発表した。9月1日、『ソープボックス』から「Before The Night Falls」のミュージックビデオを公開。
9月18日、新アルバムから「I Wanna Waste My Time On You」の音源を公開した。
2016年1月4日、アルバムからの先行第2弾として「The World Is Waiting」のミュージックビデオを公開。同月29日、4枚目のアルバム『Lucky Ones』を発表。
2017年7月12日、ザ・クルックスはファンに向けて解散を発表した。

## 音楽性
日本でいうところのギターポップまたはネオアコとされるような、オレンジ・ジュース、ザ・スミスといったバンドの系譜にあるシャングリーなギターサウンドとダニエルによる文学的な歌詞にジョージの歌声が加わった曲は、ノエル・ギャラガーから「素晴らしいリリック・センスを感じさせる」と称賛され、NMEやガーディアンといったイギリスメディアからも高い評価を受けている。

## メンバー

### 最終ラインナップ
- ジョージ・ウェイト (George Waite) - リード・ボーカル、ベース
- ダニエル・ホープウェル (Daniel Hopewell) - ギター、バック・ボーカル。愛称はダン。全ての曲の作詞を手掛けている。
- トム・デーキン (Tom Dakin) - ギター、バック・ボーカル
- アダム・クロフツ (Adam Crofts) - ドラム

### 旧メンバー
- アレックス・サンダース (Alex Saunders) - ギター、バック・ボーカル
- ラッセル・ベイツ (Russell Bates) - ドラム。愛称はラス。

## ディスコグラフィ

### スタジオ・アルバム
- 『チェイシング・アフター・ゴースツ』 - Chasing After Ghosts (2011年)
- 『ホールド・ファスト』 - Hold Fast (2012年)
- 『ソープボックス』 - Soapbox (2014年)
- Lucky Ones (2016年)